# Gian-Carlo Rota
Gian-Carlo Rota, ameriški matematik in filozof italijanskega rodu, * 27. april, 1932, Vigevano, Italija, † 18. april 1999, Cambridge, Massachusetts, ZDA.

## Življenje in delo
V Vigevanu je Rota živel do svojega trinajstega leta. V tem času je njegova družina pobegnila iz Italije, ker bi drugače njegovega očeta Giovannija Roto začeli preganjati fašisti.
Srednjo šolo je končal na Ameriškem kolegiju v Quitu v Ekvadorju in diplomiral na Univerzi Princeton in Univerzi Yale. Večino svojega življenja je poučeval na Tehnološkem inštitutu Massachusettsa (MIT), kjer je bil edini profesor uporabne matematike in filozofije.
V začetku je raziskoval na področju funkcionalne analize, kasneje pa je dosegel velike uspehe na področju kombinatorike. Uvedel je teorijo incidenčnih algeber, ki je posplošila teorijo Möbiusovih inverzov, postavil umbralni račun na trdne osnove, združil teoriji Shefferjevih zaporedij in polinomskih zaporedij binomskih tipov in raziskoval temeljne probleme v teoriji verjetnosti.